# En förtrollad april
En förtrollad april (eng. Enchanted April) är en brittisk långfilm från 1991 i regi av Mike Newell, med Josie Lawrence, Miranda Richardson, Alfred Molina och Neville Phillips i rollerna. Filmen bygger på boken Den förtrollade April från 1922 av den australiska författaren Elizabeth von Arnim.

## Handling
I 1920-talets England lämnar fyra kvinnor sina stela och trista liv för att åka på semester till ett ensligt slott i Italien.

## Rollista
| Josie Lawrence     | – Lottie Wilkins      |
| Miranda Richardson | – Rose Arbuthnot      |
| Alfred Molina      | – Mellersh Wilkins    |
| Neville Phillips   | – Präst               |
| Jim Broadbent      | – Frederick Arbuthnot |
| Michael Kitchen    | – George Briggs       |
| Joan Plowright     | – Mrs. Fisher         |
| Polly Walker       | – Caroline Dester     |
| Stephen Beckett    | – Jonathan            |
| Matthew Radford    | – Patrick             |
| Davide Manuli      | – Beppo               |
| Vittorio Duse      | – Domenico            |
| Adriana Facchetti  | – Francesca           |
| Anna Longhi        | – Costanza            |

## Utmärkelser

### Vinster
- Golden Globe: Bästa kvinnliga huvudroll - Film - Musikal eller Komedi (Miranda Richardson), Bästa kvinnliga biroll - Film (Joan Plowright)

### Utmärkelser
- Golden Globe: Bästa film - Musikal eller Komedi
- Oscar: Bästa manus baserad på förlaga (Peter Barnes), Bästa kvinnliga biroll (Joan Plowright), Bästa kostym (Sheena Napier)